# Alexandru Chiculiță
Alexandru Chiculiță (Bucarest, 3 febbraio 1961) è un ex schermidore rumeno, specialista della sciabola, vincitore di una medaglia di bronzo nella scherma ai Giochi olimpici.